# کریس ووندولوفسکی
کریس ووندولوفسکی (انگلیسی: Chris Wondolowski؛ زادهٔ ۲۸ ژانویهٔ ۱۹۸۳) یک بازیکن فوتبال اهل ایالات متحده آمریکا است.
وی همچنین در تیم ملی فوتبال ایالات متحده آمریکا بازی کرده‌است.